# Ivinj

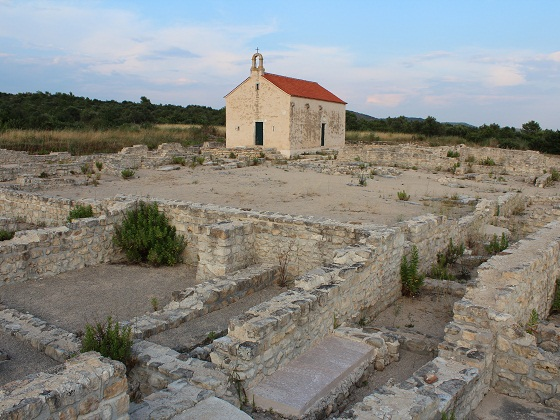
Archäologische Stätte Ivinj mit Kirche St. Martin

Ivinj ist ein dalmatinisches Dorf in Kroatien.

## Lage
Es liegt auf einem Hügel entlang der adriatischen Küste zwischen Tisno und Vodice. Wenige Kilometer im Westen liegt die Insel Murter. Richtung Tisno befindet sich der Aussichtspunkt Gračina.

## Geschichte
Römische Spuren belegen eine frühe Besiedelung dieses Platzes. Auf den umgebenden Feldern finden sich mehrere Brunnen aus römischer Zeit. Die archäologische Stätte Ivinj, wo später die Kirche St. Martin gebaut wurde, wurde am 20. Juli 2012 als Kulturgut benannt. Auf der Grundlage einer Resolution des Kulturministeriums der Republik Kroatien wurde ihr zudem der Status eines Kulturdenkmals verliehen. Es gibt hier eine römische Villa aus dem 1. Jahrhundert nach Christus. Diese Villa wurde von einem unbekannten Zuwanderer erbaut, der nach dem Ende des Batonischen Aufstandes nach Ivinj zog.
Zu Beginn des ersten Jahrhunderts erbaute er ein Gebäude, das sowohl einen Wohn- als auch einen Wirtschaftszweck erfüllte. Nach weiteren Modifizierungen wuchs das Gebäude zu einer großen Villa rustica. Die Villa hatte ihren eigenen Innenhof, eine Ölproduktion und -lagerung und es gab Räume für die Arbeiter. Ein separater, luxuriös möblierter Bereich der Villa mit einem Innenbad wurden von dem Besitzer der Villa (Dominus) genutzt. Überreste eines Mosaiks, das in der Villa gefunden wurde, zeugen von dem luxuriösen Leben. Diese Überreste befinden sich in der Ausstellung im Katunaric Palast in Tisno. Im 5. Jh. wurde der Villa eine Basilika hinzugefügt. Eine Taufkapelle kam im 6. Jh. hinzu. Aus dem 12. Jahrhundert ist eine kleine Kapelle vorhanden. Diese Kirche St. Martin ist bis heute erhalten geblieben und in jedem Jahr am 11. November (Sankt Martins Tag) findet dort die Heilige Messe statt. Die Martinskirche in Ivinj belegt die Verehrung des Heiligen Martins in Dalmatien in der Zeit vom 6. bis zum 11. Jahrhundert.
Das Dorf besteht aus ca. 55 Häusern. Am Fuße des Hügels, wo die Meeresbucht endet, wurde unlängst ein christlicher Friedhof samt den Fundamenten der Kirche entdeckt.

## Infrastruktur
In Ivinj gibt es keine Läden. Gemüse, Früchte, Käse, Eier und Fleisch werden durch Landwirtschaft und Viehhaltung produziert. Zum Einkaufen muss man sich nach Tisno oder Vodice begeben.